# Royal Academy of Music
La Royal Academy of Music di Londra è un conservatorio di musica divenuto, dal 1999, una facoltà dell'Università di Londra.

## Storia
La Academy fu fondata dal conte di Westmorland nel 1822 a seguito di un'idea dell'arpista e compositore francese Nicolas Bochsa, e nel 1830 ricevette l'approvazione del re Giorgio IV. La prima sede dell'ente fu in Tenterden Street, Hanover Square, poi trasferita nel 1911 a Marylebone Road, central London, nelle vicinanze di Regent's Park.

## Struttura
I locali dell'Academy comprendendo anche una sala da concerto da quattrocentocinquanta posti, denominata Duke's Hall.
Biblioteca
La biblioteca contiene più di 160 000 volumi, compresi importanti spartiti sia manoscritti che a stampa.  Fra i manoscritti più importanti si ricordano quelli delle opere di Purcell (La regina delle fate), Gilbert e Sullivan (Il Mikado), Vaughan Williams (Fantasia su un tema di Thomas Tallis e Serenade to Music), e Gloria.